# Уго (маркіз Корсики)
Уго ді Масса (італ. Ugo; д/н–1124) — середньовічний військовий та державний діяч Італійського королівства, 1-й маркіз Масси і Корсики у 1095—1124 роках.

## Життєпис
Походив з роду Обертенгів, гілки Альбертіні. Старший син Альберто Руфо, маркіза Східної Лігурії та капітана Корсики, й Джульєтти Пармської. Після смерті батька 1094 року успадкував основні родинні володіння на Корсиці та частково в Луніджані, а також титул маркіза Масси. Його брати Оберто і Вільгельм стали співвласниками титулів маркграфів Масси. Другий брат отримав маркізат Гаві. Фактично керівництво Корсикою здійснював один Уго.
Ймовірно, завдяки дипломатії та маневруванню під час боротьбу за інвеституру між імператором Генріхом IV і Папським престолом зміг отримати у 1095 році від папства титул маркіза Корсики. З цього часу разом з Оберто звався маркграфом Масси і Корсики.
1100 року разом з братами отримав як феод від архієпископа Пізи замок Ліворно. Поступово мусив втрачати судові функції в Луніджані після 1103 року, коли маркграфиня Матильда Тосканська передала судові повноваження над Ліворно архієпископу Пізи. Але відновив повну владу над Корсикою.
29 листопада 1115 року був у Пізі, де підтвердив пожертву церкви Св. Миколая в Томіно, зроблену єпископом Маріаном монастирю Сан-Горгоніо. 1116 році надав земельні володіння цьому монастирю. 
1118 року папа римський Геласій II передав Корсику в управління архієпископу Пізи, розширивши його повноваження. Ймовірно, відбувся поділ повноважень: Уго зберіг військову та цивільну владу, але втратив право призначати єпископів, розпоряджатися монастирями і парафіями, а також судову владу, де були папські юдики. Втім до самої смерті усі феодали, комуни та міста мусили звертатися до Уго для підтвердження своїх актів.
Помер без нащадків. Його володіння поділили брати Оберто і Вільгельм.